# Gare de Maihama
La gare de Maihama (舞浜駅, Maihama-eki) est une gare ferroviaire japonaise de la ville d'Urayasu, dans la préfecture de Chiba. La gare est gérée par la East Japan Railway Company (JR East).

## Situation ferroviaire
La gare de Maihama est située au point kilométrique (PK) 12,7 de la ligne Keiyō.

## Histoire
La gare a été inaugurée le 1er décembre 1988.

## Service des voyageurs

### Accueil
La gare dispose d'un bâtiment voyageurs, avec guichets, ouvert tous les jours.

### Desserte
- Ligne Keiyō :
  - voie 1 : direction Nishi-Funabashi (interconnexion avec la ligne Musashino) et Soga
  - voie 2 : direction Tokyo

### Intermodalité
La station Resort Gateway de la Tokyo Disney Resort Line est située à proximité de la gare.